# Michael Burleigh
Michael Burleigh (nascido em 3 de abril de 1955) é um autor e historiador inglês cujo foco principal é a Alemanha nazista e assuntos relacionados. Ele também tem sido ativo em trazer a história para a televisão.

## Vida anterior
Michael Burleigh nasceu em 3 de abril de 1955. Ele recebeu um diploma de primeira classe em história medieval e moderna pela University College London em 1977, ganhando os prêmios Pollard, Dolley e Sir William Mayer.

## Carreira
Após um doutorado em história medieval pelo Bedford College, Londres, em 1982, ocupou cargos no New College, Oxford, na London School of Economics e depois na Universidade de Cardiff, onde foi um ilustre professor pesquisador em história moderna.  Ele também foi professor de história na Washington and Lee University, na Virgínia, e professor visitante Kratter na Universidade de Stanford. Em 2002, ele proferiu as três Palestras Memorial do Cardeal Basil Hume no Heythrop College, Universidade de Londres.
Burleigh é membro do Conselho Consultivo Acadêmico do Institut für Zeitgeschichte em Munique e membro da Royal Historical Society. Fundou a revista Totalitarian Movements and Political Religions e faz parte dos conselhos editoriais de Totalitarismus und Demokratie e Ethnic and Racial Studies. Seus livros foram traduzidos para tcheco, chinês, croata, dinamarquês, holandês, estoniano, finlandês, francês, alemão, hebraico, húngaro, italiano, japonês, polonês e espanhol. 
Ele também tem sido ativo em levar a história ao público da televisão. Em 1991, ele ganhou o prêmio do British Film Institute por Archival Achievement pelo documentário Selling Murder: The Killing Films of the Third Reich do Channel 4/Domino Films. Em 1993, ele ganhou a medalha de bronze do Festival de Cinema e Televisão de Nova York por Heil Herbie: The Story of the Volkswagen Beetle ( Channel 4/Domino Films). 
Burleigh fez parte do conselho consultivo e contribuiu regularmente para a revista Standpoint, cuja última edição foi publicada em 2021.  Ele ganhou o Prêmio Samuel Johnson de Não Ficção em 2001 por The Third Reich: A New History e o Prêmio Nonino International Master of His Time em 2012. David Cesarani elogiou a síntese magistral do livro na Literary Review, observando como Burleigh enxerta um domínio completo de memórias relevantes em dados quantitativos e teorias do totalitarismo, fornecendo "uma anedota interessante após a outra para personalizar o argumento maior". 
Suas Small Wars, Far Away Places: The Genesis of the Modern World 1945–65 foi listado há muito tempo para o Prêmio Samuel Johnson em 2013. Ele escreve para três diários ingleses: The Times, Daily Mail e Daily Telegraph.

## Vida pessoal
Burleigh é casado desde 1991 com Linden Burleigh. Eles moram no sudeste de Londres. 

## Trabalhos selecionados
- Selling Murder: The Killing Films of the Third Reich. London: Domino Films
- Prussian Society and the German Order. Cambridge University Press, 1984
- Germany Turns Eastwards: A Study of Ostforschung in the Third Reich. Cambridge University Press, 1988
- The Racial State: Germany 1933–1945 – with Wolfgang Wippermann. Cambridge University Press, 1991
- Death and Deliverance: Euthanasia in Germany 1900–1945. Cambridge University Press, 1994
- Ethics and Extermination: Reflections on Nazi Genocide. Cambridge University Press, 1997
- Confronting the Nazi Past. St Martin's Press, 1995
- The Third Reich: A New History. Macmillan, 2000
- Earthly Powers: Religion and Politics in Europe from the French Revolution to the Great War. HarperCollins, 2005 ISBN 0-00-719572-9
- Sacred Causes: Religion and Politics from the European Dictators to Al Qaeda. HarperCollins, 2006 ISBN 978-0-00-719574-9
- Blood and Rage: A Cultural History of Terrorism. Harper Collins, 2008
- Moral Combat: A History of World War II. Harper, 2010 ISBN 978-0-00-719576-3
- Small Wars, Far Away Places: The Genesis of the Modern World 1945–65. Viking Press, 2013
- Day of the Assassins: A History of Political Assassination. Picador, 2021. ISBN 978-1-52-903013-6ISBN 978-1-52-903013-6 ISBN 978-1-76-098619-3 ISBN 978-1-52-903015-0 ISBN 978-1-52-903014-3